# St. Clemens (Kallenhardt)

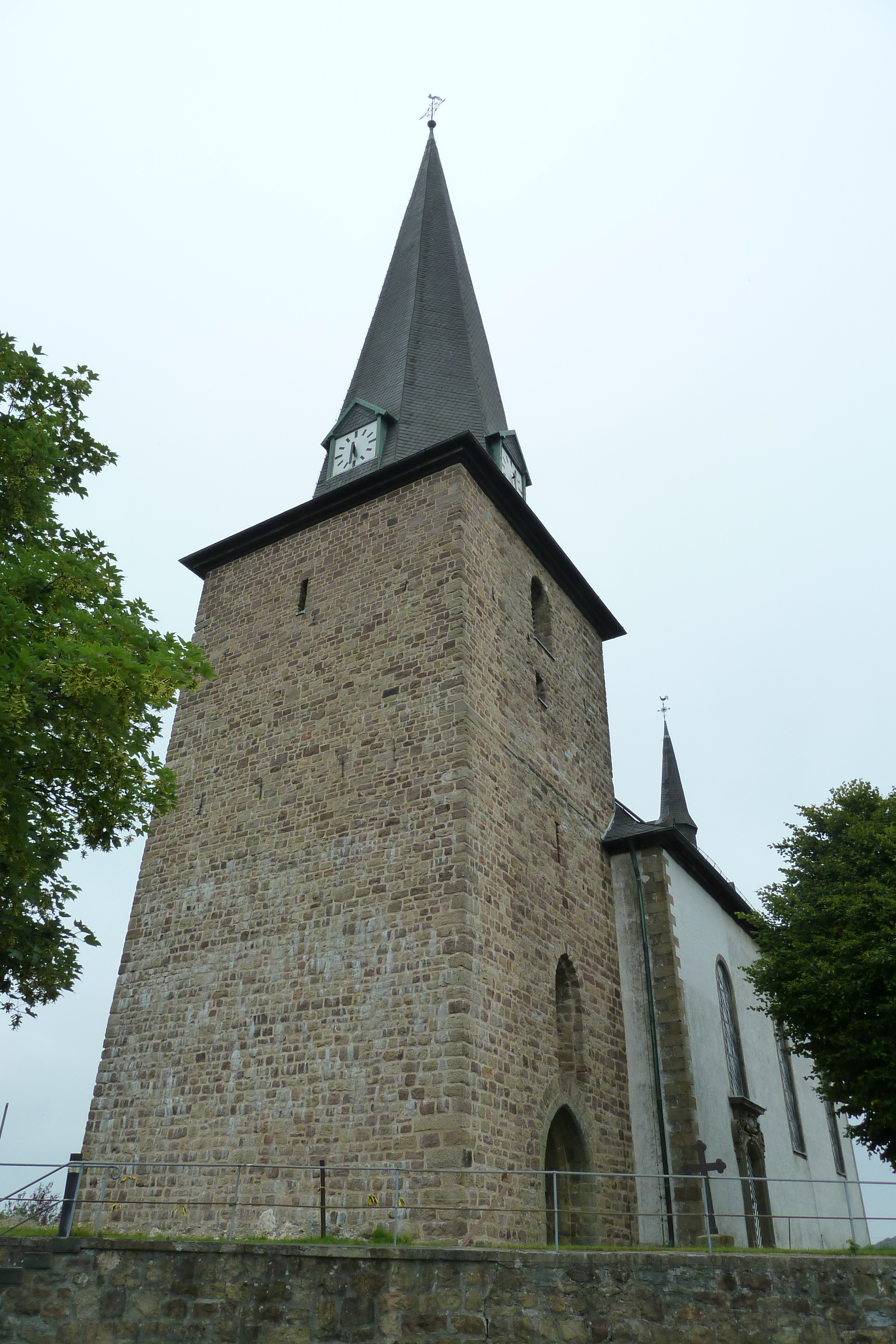
St. Clemens

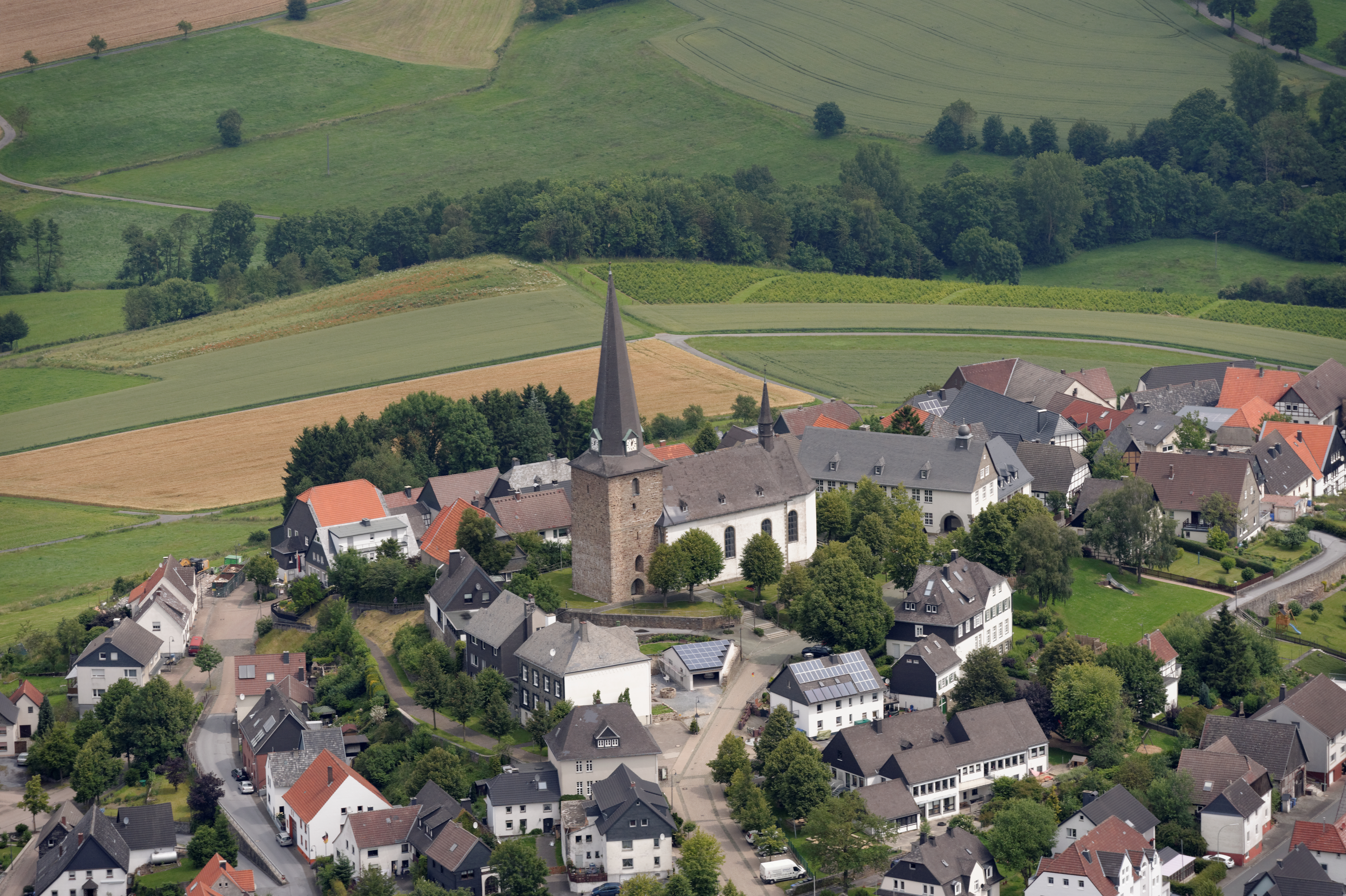
Luftbild

Die katholische Pfarrkirche St. Clemens ist ein denkmalgeschütztes Kirchengebäude in Kallenhardt, einem Stadtteil von Rüthen im Kreis Soest (Nordrhein-Westfalen).

## Geschichte und Architektur
Der Standort der ersten steinernen Kirche in Kallenhardt konnte 2021 durch Untersuchungen mit Magnetometer und Bodenradar lokalisiert werden.
Die heutige Kirche, ein schlichter, verputzter Saalbau des gotisierenden Barocks, wurde 1722 errichtet. Das auf der Spitze eines Bergkegels stehende Gebäude schließt mit einem eingezogenen, dreiseitig geschlossenen Chor. Der Westturm des 13. Jahrhunderts ist mit einem Knickhelm bekrönt. In die Südseite des Turms ist ein spitzbogiges, gestuftes Portal mit Maßwerkresten eingelassen. Das Nordportal wurde zugemauert. Der barocke Saal ist durch hohe, rundbogige Fenster gegliedert. Über dem reich dekorierten Segmentbogenportal an der Südseite ist eine Bauinschrift zu lesen. Im Innenraum sind Sterngewölbe über gestuften Wandpfeilern eingezogen. Das Erdgeschoss des Turmes ist kreuzgratgewölbt und spitzbogig zum Langhaus geöffnet Der Westturm mit einer mächtigen Stützmauer an der Westseite wurde 1792 wiederhergestellt.

## Ausstattung

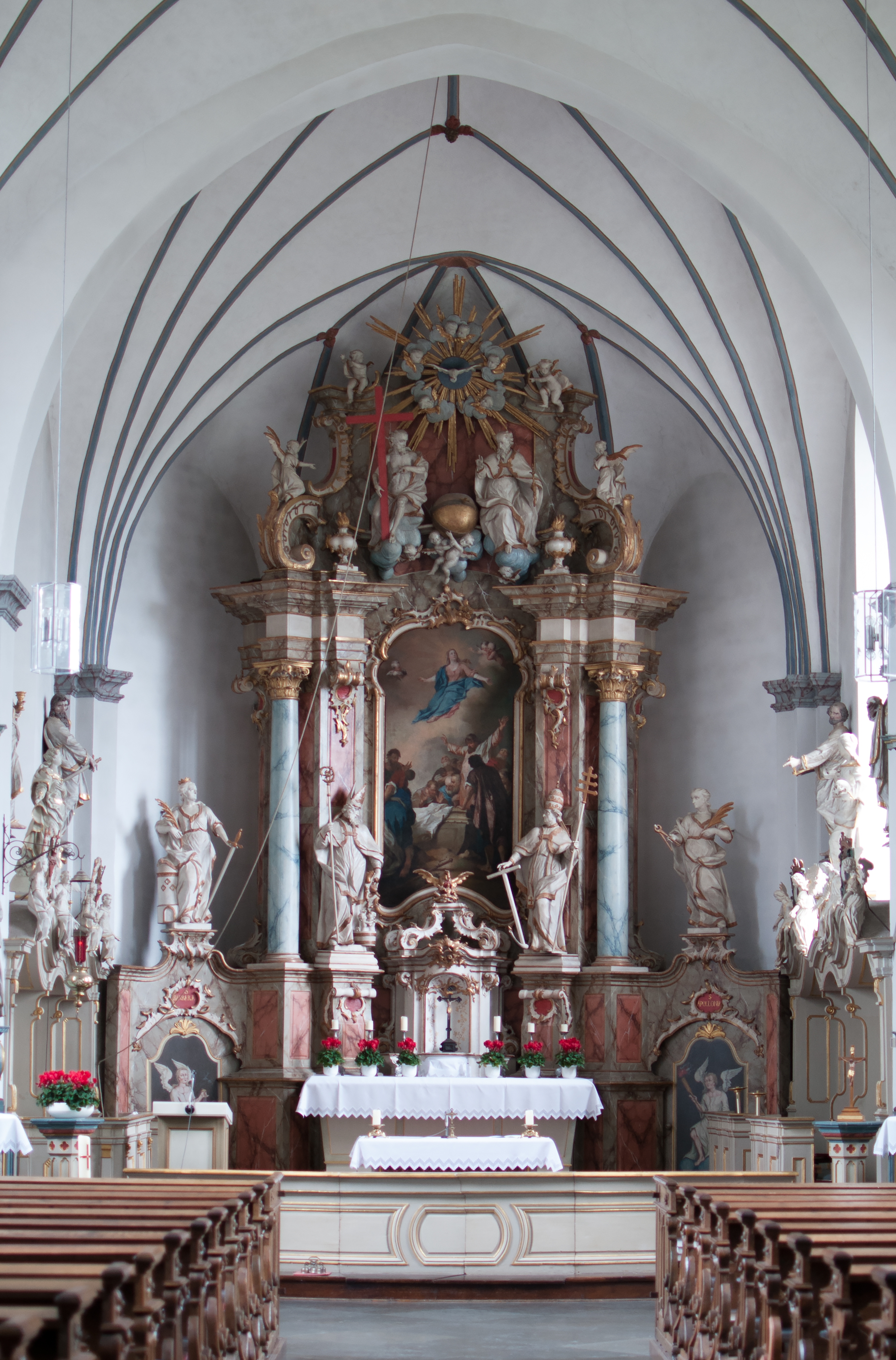
Hochaltar

- Ein Hochaltar aus der Zeit um 1760 mit einem Gemälde Mariä Himmelfahrt von Anton Joseph Stratmann und einem Drehtabernakel
- Die Kanzel stammt von 1747.
- Der Orgelprospekt und die Beichtstühle stammen von 1750.
- Das Chorgestühl und die Kommunionbank wurden um 1780 gefertigt.
- Neun Apostelfiguren stehen auf Konsolen, sie stammen aus der Mitte des 18. Jahrhunderts.[3][4]
- Madonna aus dem Anfang des 12. Jahrhunderts.

Glocken
Die Kirche besitzt insgesamt vier Glocken. Der Westturm trägt ein dreistimmiges Gussstahlgeläut. Es erklingt in g'-a'-h und wurde 1877 gegossen. Im Dachreiter hängt eine kleine bronzene Kleppglocke von 1838, die von Hand geläutet wird.

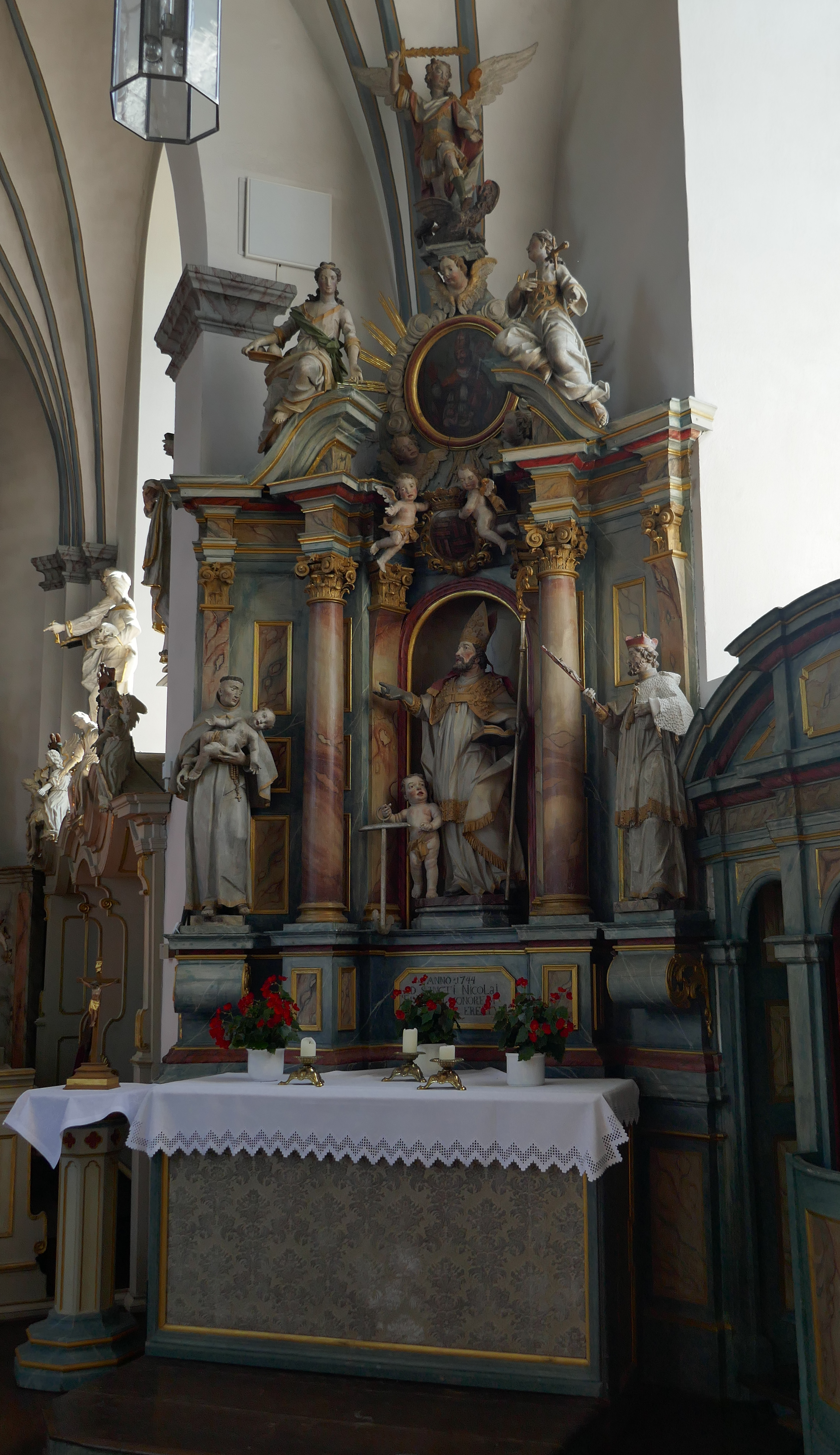
Rechter Seitenaltar
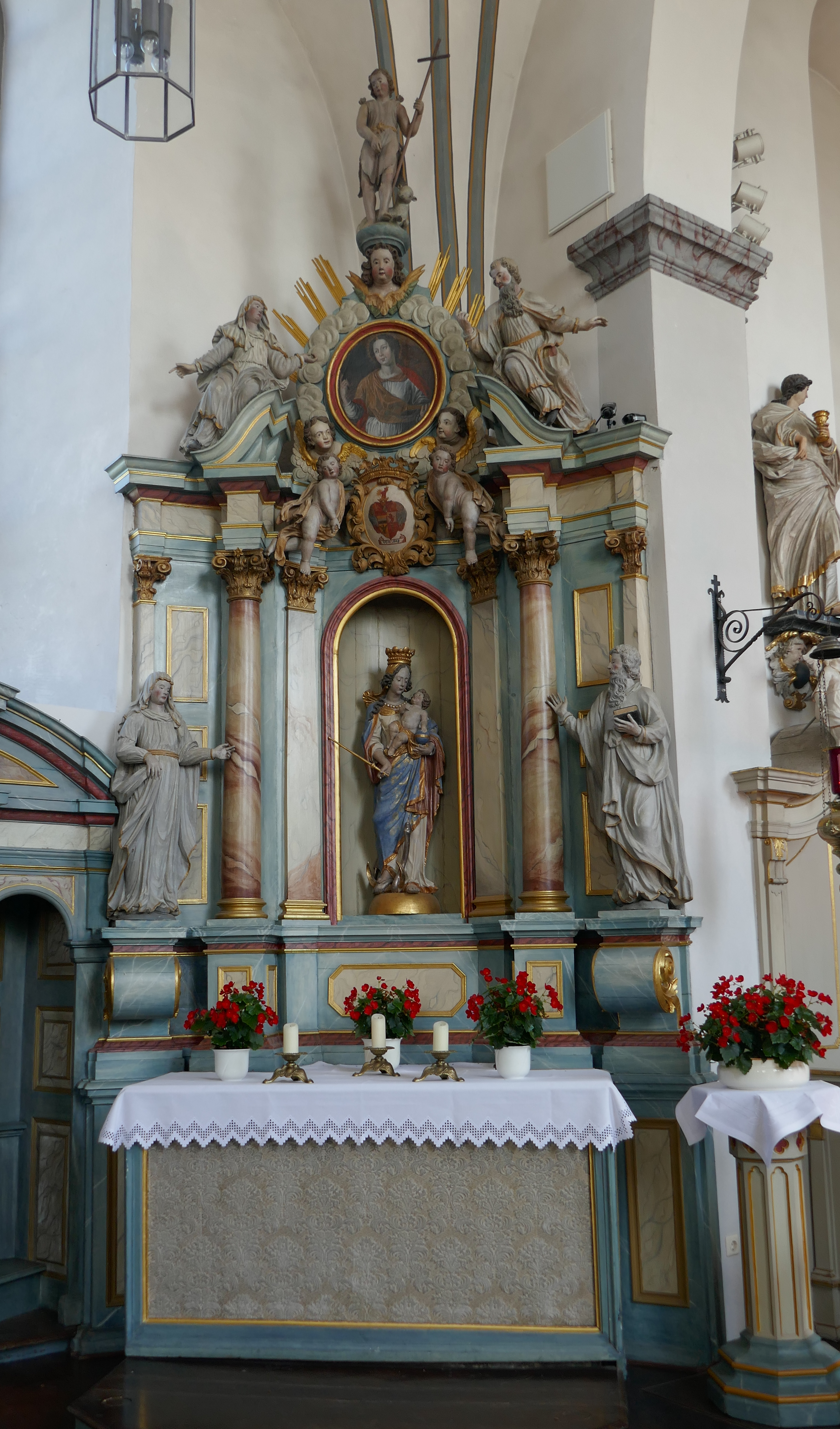
Linker Seitenaltar
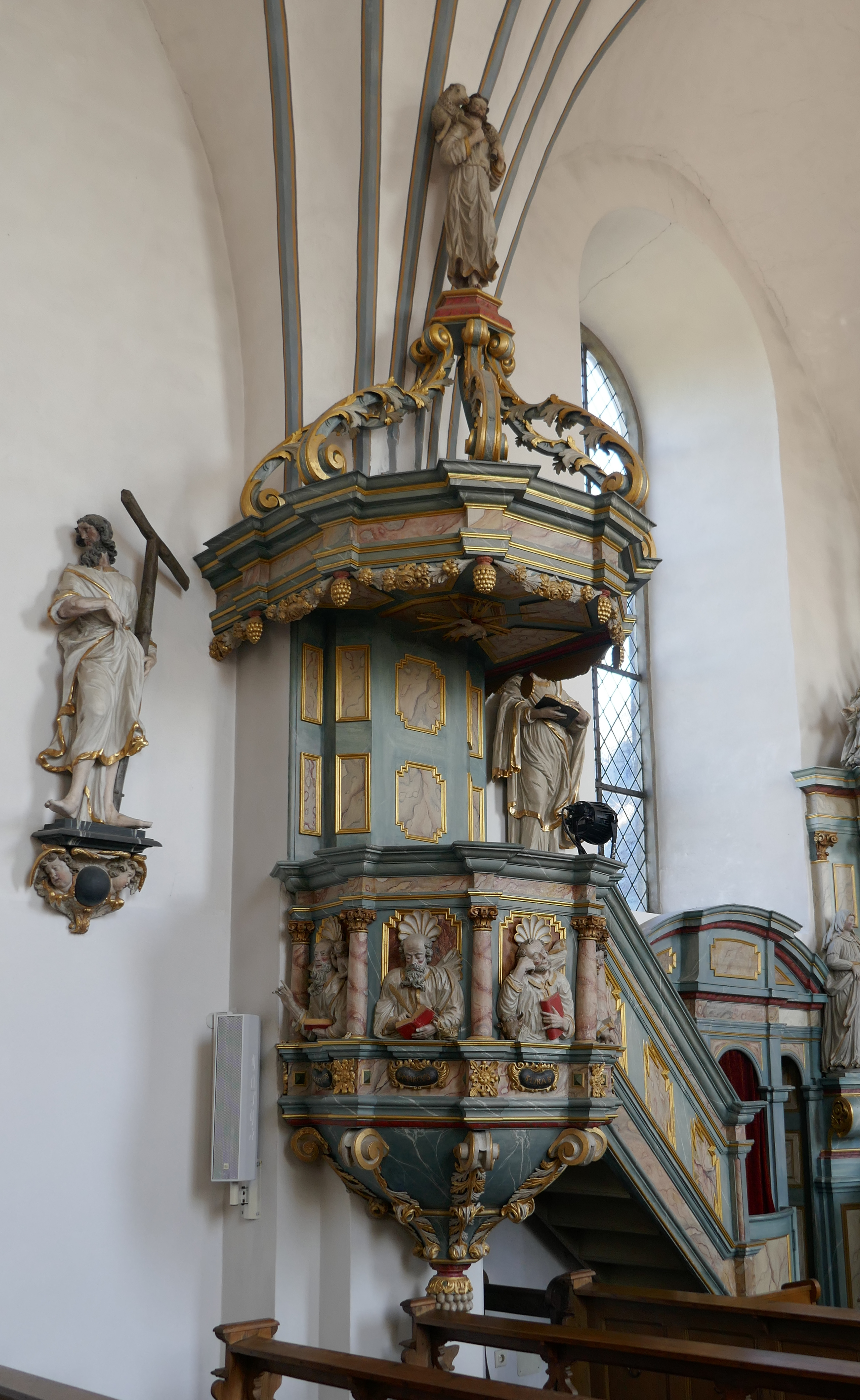
Kanzel
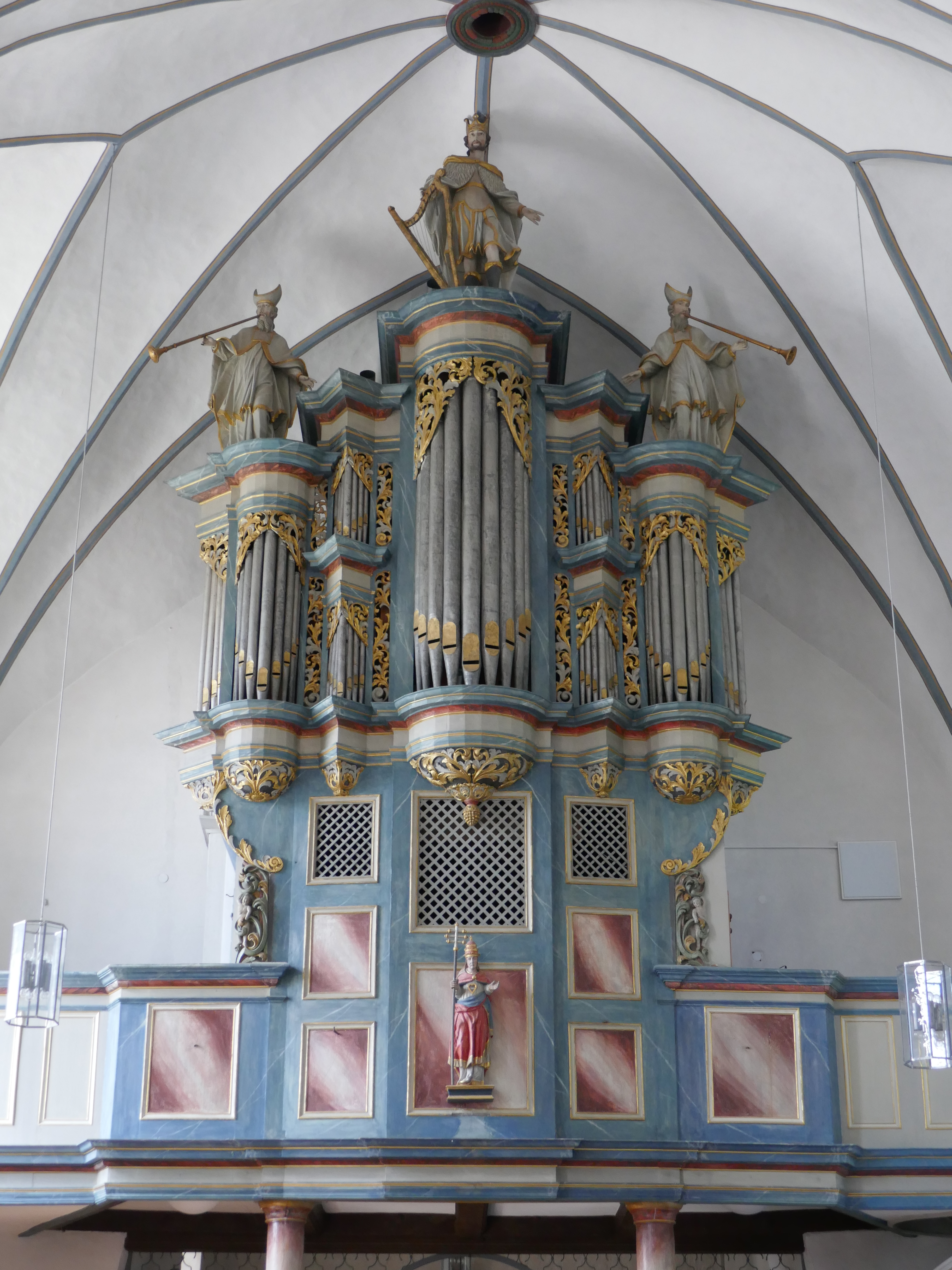
Orgel
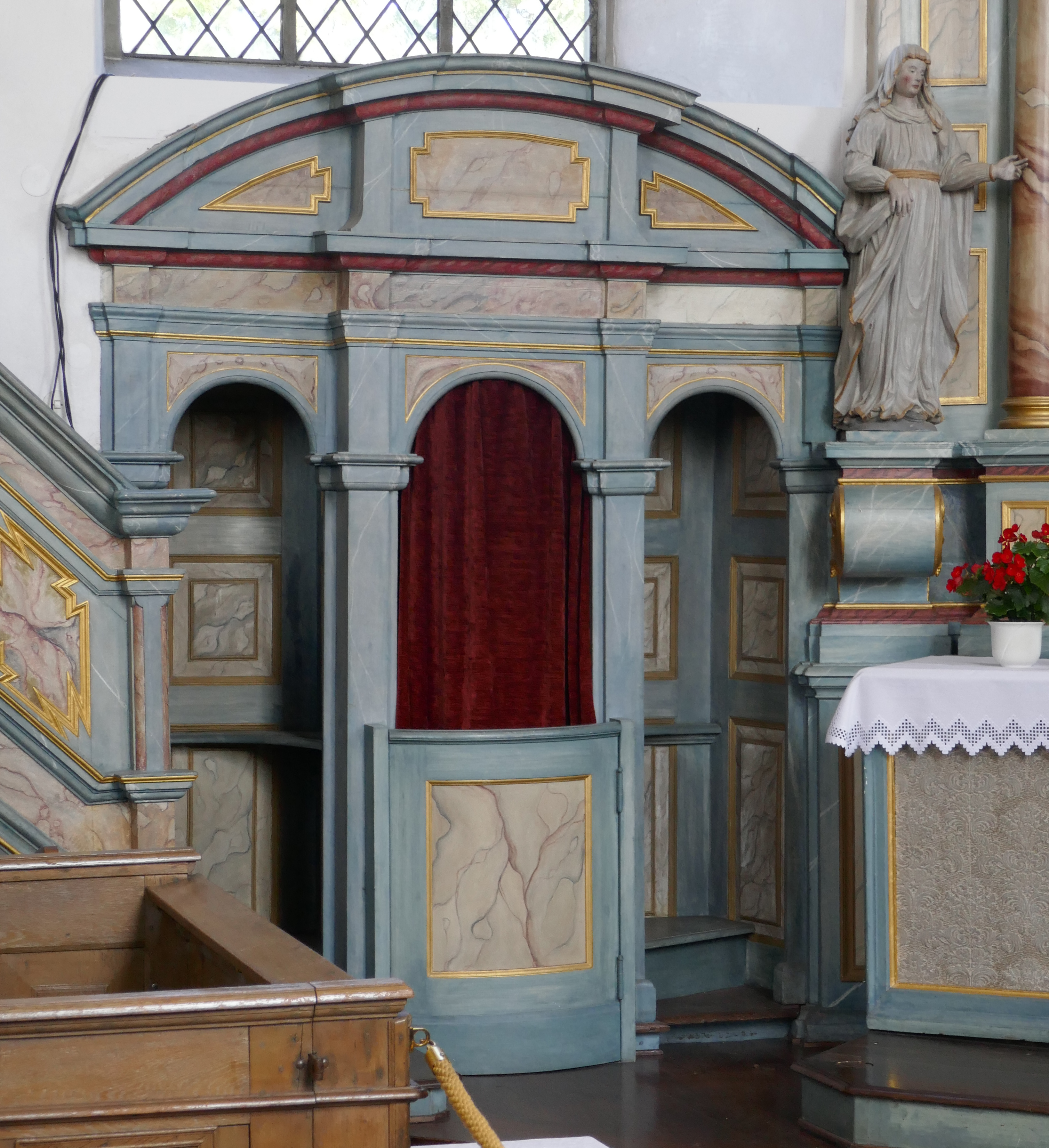
Beichtstuhl
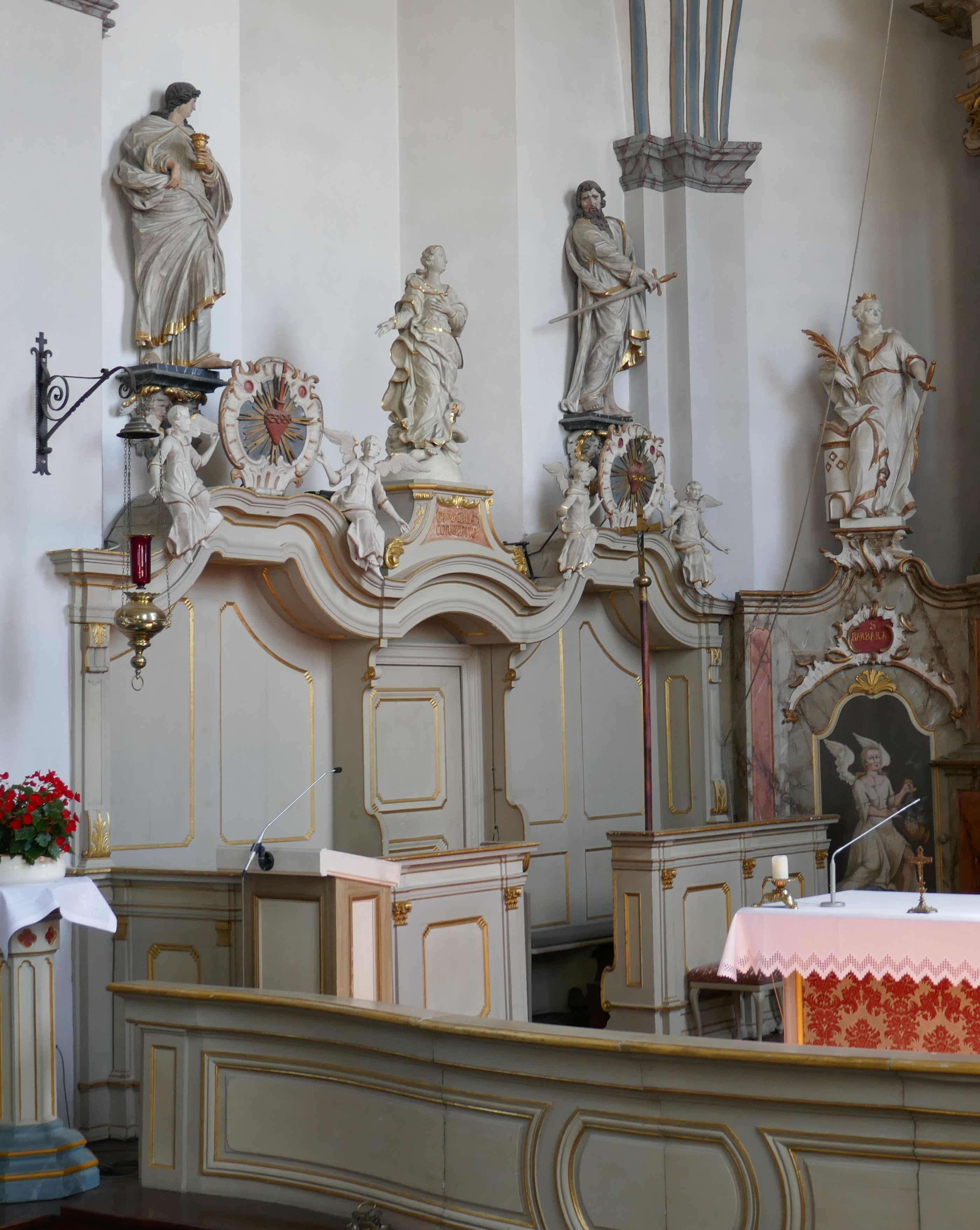
Chorgestühl
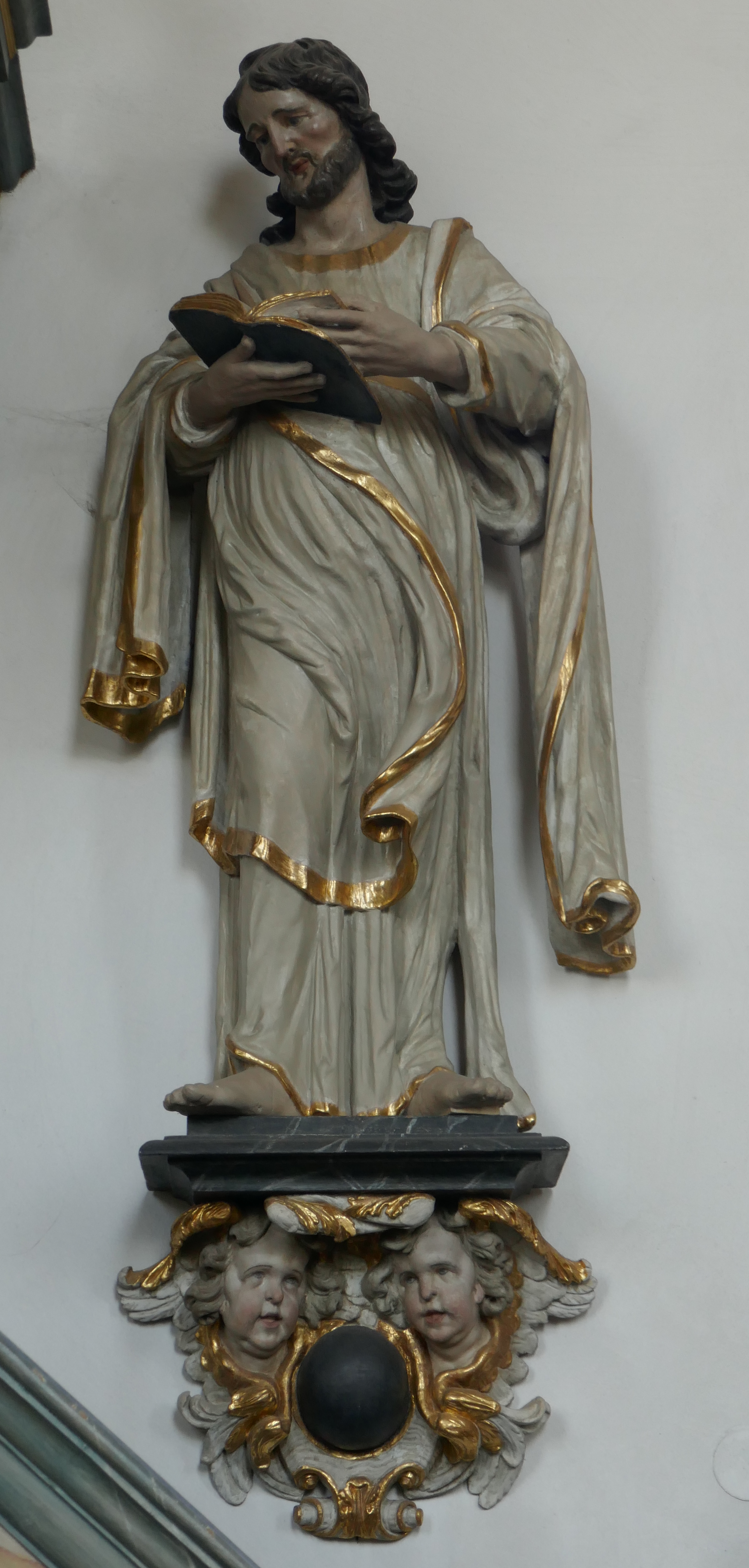
Apostelfigur
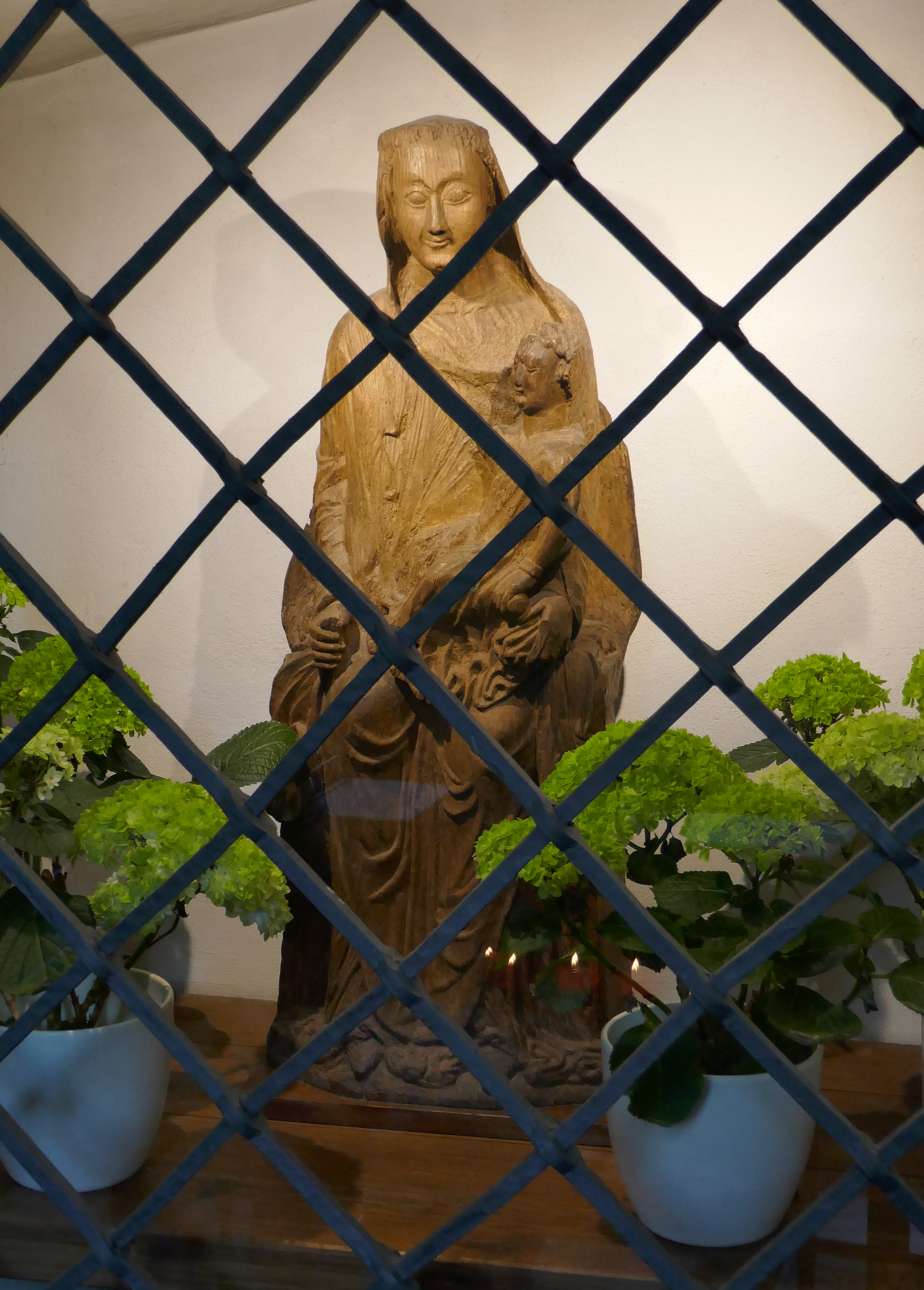
Madonna